# Pengfors
Pengfors is een plaats in de gemeente Vännäs in het landschap Västerbotten en de provincie Västerbottens län in Zweden. De plaats heeft 66 inwoners (2005) en een oppervlakte van 20 hectare. Vännäs ligt aan de rivier de Umeälven, iets ten noordwesten van de plaats Vännäs.